# Exaustão do IPv4
Exaustão do IPv4 é o processo de diminuição de endereços não usados do protocolo IPv4 disponíveis na IANA (Internet Assigned Numbers Authority) para usuários finais e Provedores de acesso à Internet
Cada nodo em uma rede possui um endereço IP, que é gerado com base no protocolo IPv4, que utiliza 32 bits, permitindo gerar 2^32 (4.294.967.296) endereços possíveis. No entanto, cerca de 600 milhões desses endereços são reservados para fins especiais e não estão disponíveis para serem alocados publicamente.
Desde o início da década de 1990, quando a internet começou a experimentar um crescimento drástico, o esgotamento dos endereços IPv4 tornou-se um problema amplamente reconhecido. Esse esgotamento foi um dos principais impulsionadores para o desenvolvimento e implementação bem-sucedida do protocolo IPv6.
No dia 1 de Fevereiro de 2011 o Internet Assigned Numbers Authority anunciou a atribuição dos últimos blocos de endereços disponíveis para atribuição por requisição. Os últimos 5 blocos ainda disponíveis deverão ser entregues às 5 organizações regionais de distribuição proximamente.

## Linha do tempo
O IPv4 foi criado na década de 1980 como o primeiro protocolo de Internet amplamente adotado. Ele foi projetado para fornecer cerca de 4,3 bilhões de endereços IP únicos. No entanto, à medida que a internet crescia rapidamente e o número de dispositivos conectados aumentava, a demanda por endereços IP também aumentava.
Inicialmente, os blocos de endereços IP foram distribuídos de forma relativamente liberal, com grandes organizações recebendo alocações substanciais. No entanto, à medida que a demanda continuava a crescer, percebeu-se a necessidade de uma alocação mais eficiente. Foi então que o CIDR (Classless Inter-Domain Routing) foi introduzido na década de 1990. Graças a essa técnica, que possibilita a formação de subredes de tamanho flexível, tornou-se viável realizar uma divisão dos endereços IP de forma mais precisa, resultando em uma redução significativa do desperdício.
Conforme a internet se tornava mais presente em nossas vidas, surgiram tecnologias como o NAT (Network Address Translation). O NAT permitiu que vários dispositivos compartilhassem um único endereço IP público, aliviando a pressão sobre o esgotamento de endereços. No entanto, essas soluções eram apenas paliativas.
A exaustão gradual dos endereços IP do IPv4 era uma preocupação crescente. Na década de 1990, várias organizações e especialistas começaram a alertar sobre a necessidade de adoção do IPv6, uma nova versão do protocolo de Internet. O IPv6 utilizava endereços IP de 128 bits, fornecendo um espaço de endereço praticamente ilimitado, com cerca de 3,4 x 10^38 endereços disponíveis.
Embora o IPv6 oferecesse uma solução para a escassez iminente de endereços IP, sua adoção foi lenta. A transição para o IPv6 envolveu atualizações em infraestruturas de rede existentes e exigiu suporte em sistemas operacionais e dispositivos. Muitos provedores de serviços e organizações ainda dependem do IPv4 e usam técnicas como o NAT para prolongar a vida útil dos endereços IPv4.
Apesar de terem sido tomadas medidas para estender o uso do IPv4, como a implantação do NAT e a distribuição restrita de blocos de endereços, o esgotamento dos endereços IPv4 é uma realidade. Atualmente, a transição para o IPv6 está em andamento, mas a adoção completa ainda levará algum tempo.

## Fatos agravantes
Alguns fatos serviram para agravar, e muito, essa exaustão. Cada um deles aumentou a demanda de endereços, o que não foi antecipado pelos desenvolvedores do IPv4.

### Aparelhos móveis
Com a evolução da tecnologia, smartphones ganharam mais espaço no mercado popular, causando um grande aumento da demanda por rede.
Devido ao esgotamento de endereços IPv4 possíveis, as companhias de telefonia passaram a fornecer endereços IPv6 aos usuários da rede.

### Conexões sempre online
Com a banda larga passaram a existir conexões que não se encerram nunca, pois não precisam (modems e roteadores são raramente desligados).  Com isso não há mais um “pool” de endereçamento que existiam com as conexões discadas que eram frequentemente encerradas.

### Mais acessível
Com o aumento da demanda para redes domésticas, o acesso a internet tornou-se mais acessível à população. Pessoas com rendas menores podem, em sua maior parte, ter agora um pacote contratado em casa. A ONU declarou que o acesso à Internet é um direito fundamental, assim como direito à agua, saúde, educação etc.

### Uso ineficiente dos endereços
Na década de 80 empresas pediam blocos de endereços muito grandes (Classe A, com mais de 16 milhões de possíveis endereços) e não usavam toda essa capacidade, alguns endereços nunca eram usados ou algumas empresas reduziam de tamanho e já perdiam a necessidade dessa grande quantidade.

## Combate a exaustão
Com essa crescente preocupação com a exaustão de endereços IP foram pensados em algumas formas para combatê-la ou adiá-la.

### Pegando de volta endereços Ipv4 não usados
Essa saída envolve dificuldades, tanto no custo quanto no trabalho de refazer grandes redes. E pode haver até problemas legais envolvidos. Além do fato de isso servir somente para atrasar um pouco o esgotamento de endereços.

### Redes privadas
Muito utilizada em ambientes empresariais (Escritórios), consiste em cada host dessa rede privada utilizar um endereço IP que somente é único naquela rede interna. Quem faz o trabalho de conectar a rede com o ambiente exterior é um NAT ou um Servidor proxy, esses sim com endereços únicos para toda a rede externa.

### IPv6
Evolução do protocolo IPv4, seria a solução definitiva para o problema da exaustão. Com 128 bits, que permite cerca de 3,4x10^38  endereços, esse novo modo de endereçamento tem previsão de  substituir totalmente o antigo num futuro bastante próximo.
Atualmente, o IPv6 já está disponível até para usuarios finais, como por exemplo no Japão, onde, por uma taxa, uma residência pode comprar endereços IPv6. Na prática, qualquer pessoa pode ter e manter um largo bloco de IPv6 hoje em dia.